# Berberis chitria
Berberis chitria là một loài thực vật có hoa trong họ Hoàng mộc. Loài này được Buch.-Ham. ex Lindl. mô tả khoa học đầu tiên năm 1823.